# 마클로디오 전투
마클로디오 전투(Battaglia di Maclodio)는 1427년 10월 11일에 카르마뇰라가 이끄는 베네치아군이 카를로 1세 말라테스타가 이끄는 밀라노군을 상대로 승리를 거둔 전투이다. 브레시아에서 남서쪽으로 15km 거리에 떨어진 올리오 강 인근 작은 마을인 마클로디오 (또는 마칼로, Macalo)에서 일어났다. 제2차 전쟁 기간에 일어난 이 전투는 롬바르디아 전쟁에서 베네치아가 거둔 유일한 결정적 승리이기도 하다. 이 전투는 밀라노가 1428년에 브레시아를 내주며 강화 조약을 체결하게 했지만, 전쟁은 이후 재개되어 1454년 로디 조약이 체결될때까지 계속되었다.
전쟁은 베네치아와 피렌체가 영토적 야욕을 지닌 밀라노 공작 필리포 마리아 비스콘티에 맞서 조약을 맺으며 발발하였다. 이 전투의 베네치아 지휘관 카르마뇰라는 최근까지 밀라노 공국에서 복무했으나 필리포 마리아가 그의 권력을 줄이기 위해 군사적 업무를 주기보다는 제노바 통치권을 주면서 베네치아에서 복무하기로 택했다. 베네치아 공화국의 도제 프란체스코 포스카리는 밀라노에 맞선 피렌체의 분쟁에서 그들을 도움을 줄 것을 심각하게 고려했고, 카르마뇰라는 그의 계획에 박차를 가하며, 밀라노에 맞선 새로운 전쟁에 지휘관으로서 자신을 임명해야한다고 도제를 설득하였다.
카르마뇰라는 빠르게 베네치아를 위해 브레시아를 점령해냈고, 그 후에는 전쟁을 장기간 끌기 위해서 매우 천천히 작전을 수행을 하였고, 대부분 사용하지 않는 병력을 유지하기 위해 베네치아는 엄청난 비용을 지불하게 하였다. 마침내 대중들이 이를 알아차리자, 카르마뇰라는 지휘권을 유지하기 위해선 또다른 대승이 필요하다고 느꼈다. 그는 결국에는 적의 진영으로 넘어갔고 마클로디오에 있는 카를로 말라테스타 휘하의 밀라노군을 마주하게 됐다.
그 마을은 전투로 사실상 파괴되었고, 결과는 베네치아의 결정적 승리였다. 카르마뇰라는 많은 극찬을 받았고 브레시아 지역에 있던 말라테스타의 재산이던 궁전과 도제가 보낸 감사의 편지를 보상으로 받았다. 하지만 카르마뇰라에 대한 대중들의 의견은 그가 8,000여명의 포로들을 석방하고 무방비 상태의 크레모나에 진격하지 않기로 결정하면서 다시 빠르게 나빠졌다. 그는 베네치아 여론에 의해 그 해 겨울 그의 직위에서 은퇴했다.
밀라노 측에서 짧은 강화 체결 제안이 왔고, 1428년 4월 19일 마침내 베네치아는 밀라노가 베르가모와 그 주변 일대를 넘기기로 한 조건에 이를 받아들였다. 이 지역은 베네치아의 남은 역사상 그들이 가진 가장 큰 영구 영토였다. 롬바르디아 전쟁은 2년 뒤에 재개됐다.